# Too Many Girls
Pour plus de détails, voir Fiche technique et Distribution.
Too Many Girls est un film américain en noir et blanc réalisé par George Abbott, sorti en 1940.
Le film est devenu connu principalement pour avoir été celui qui a permis le rencontre de Lucille Ball et Desi Arnaz. Les deux acteurs eurent le coup de foudre pendant le tournage et s'enfuirent deux mois après la sortie du film pour se marier, le 30 novembre 1940.

## Synopsis
Rentrée d'Italie, Connie, la fille du magnat Harvey Casey, veut aller à une université du Nouveau-Mexique car là-bas se trouve le dramaturge Beverly Waverly, l'homme qui lui plaît. 
À son insu, le père de Connie envoie quatre jeunes joueurs de football américain comme gardes du corps incognito de sa fille. Le collège est en difficulté financière et les gardes du corps utilisent leur salaire pour aider le collège. Les joueurs de football rejoignent l’équipe universitaire et, grâce à ces quatre nouvelles recrues, l’équipe de l'université devient l’une des meilleures.
L'un des gardes du corps, Clint, tombe amoureux de Connie ; lorsqu'elle découvre qui il est en réalité, la jeune fille décide de rentrer chez elle et oblige les quatre garçons à l'accompagner. Le corps étudiant tente de prendre en otage ses fameuses quatre stars du football : ils capturent Manuelito, mais les trois autres leur échappent. Beverly Waverly convainc Connie de permettre aux garçons de revenir jouer à l’université. Clint refuse, mais Connie parvient à le convaincre et lui avoue son amour. Après avoir remporté le grand match de football, Clint et Connie dansent à la fête de l'université.

## Fiche technique
- Titre : Too Many Girls
- Réalisation : George Abbott
- Scénario : John Twist, d'après la comédie musicale de Broadway Too Many Girls (1939) écrite par George Marion Jr.
- Musique : George Bassman
  - chansons : Richard Rodgers (musique), Lorenz Hart (paroles)
- Photographie : Frank Redman
- Montage : William Hamilton
- Producteur : George Abbott
- Société de production et de distribution : RKO Radio Pictures
- Pays de production :  États-Unis
- Langue d'origine : anglais américain
- Format : noir et blanc — 35 mm — 1,37:1 — son : mono (RCA Sound System)
- Genre : film musical, comédie romantique
- Durée : 85 minutes
- Dates de sortie :
  - États-Unis : 8 octobre 1940
  - France : 21 février 1941

## Distribution
- Lucille Ball : Connie Casey
- Richard Carlson : Clint Kelly
- Ann Miller : Pepe
- Eddie Bracken : Jojo Jordan
- Frances Langford : Eileen Eilers
- Desi Arnaz : Manuelito
- Hal Le Roy : Al Terwilliger
- Libby Bennett : Tallulah Lou
- Harry Shannon : M. Harvey Casey
- Douglas Walton : Beverly Waverly
- Jay Silverheels : un indien (non crédité)
- Van Johnson : un danseur (non crédité)